# Petrovo
Petrovo (v srbské cyrilici Петрово) je obec a sídlo opštiny v Republice srbské, v Bosně a Hercegovině. Nachází se v severní části země, blízko města Tuzla. Obec se původně jmenovala Bosansko Petrovo Selo, svůj název změnila poté, co se stala součástí Republiky srbské po podepsání Daytonské smlouvy.
Podle předběžných výsledků ze sčítání lidu z roku 2013 měla obec 2 322 obyvatel.
V Petrovu se rovněž nachází chrám Srbské pravoslavné církve, a to na návrší známém pod názvem Trn. Výstavba kostela byla zahájena v srpnu 1990 a byla dokončena v říjnu téhož roku. V blízkosti Petrova se rovněž nachází Klášter Ozren.